# Dödsritten under cirkuskupolen
Dödsritten under cirkuskupolen: Cirkusdrama i 2 akter è un film del 1912, diretto da Georg af Klercker.

## Trama
Il conte Carl von Harden e suo figlio Hans, ufficiale della cavalleria assistono, al circo Bernardi, all'esibizione della cavallerizza Rose Mailand. Presto fra Rose e Hans si instaura un rapporto amoroso.
Hans vorrebbe ottenere l'approvazione del padre, ma costui è irresolubilmente contrario all'unione. Hans allora si congeda dall'esercito e entra a lavorare nel circo Bernardi, inizialmente come addestratore di cavalli, poi con un suo proprio numero acrobatico a cavallo che riscuote grande successo di pubblico.
Dopo un felice periodo iniziale, nella coppia cominciano a nascere dissapori, gelosie e ripicche. Invidiosa del successo del nuovo numero acrobatico di Hans, detto "il numero di Coraldini", – che prevede un salto a cavallo a partire da un'alta piattaforma proprio sotto la cupola del tendone - , e inviperita dall'attenzione che Hans presta in misura sempre maggiore ad altre donne, Rose una sera, prima dello spettacolo, pratica un'iniezione al cavallo di Hans.
La sostanza iniettata rende l'animale così nervoso che il numero fallisce e Hans e il cavallo precipitano dall'alto sulla pista del circo, morti.

## Produzione
La trama si ispira ad un fatto realmente accaduto, ovvero la morte del cavallerizzo circense Corradini e del suo cavallo durante una rappresentazione al Lorensbergs Cirkus di Göteborg nel 1898.
Le riprese sono state effettuate nel luglio 1912 nei teatri di posa della Svenska Biografteatern di Lidingö.
La pellicola originale, in due bobine, 35mm, ha una lunghezza complessiva di 632 metri; la frequenza dei fotogrammi prevista era di 24 fps.
Il film era stato dato per perso, quando il regista Gösta Werner, durante una visita al George Eastman Museum di Rochester (New York) ha rinvenuto una pellicola che conteneva il primo atto del film; con l'aiuto di altro materiale ciò ha reso possibile la ricomposizione dell'intera vicenda del film, anche se non di tutto il materiale visivo.

## Distribuzione
Ottenuto il visto della censura (vietato ai minori di 15 anni) Il film ha avuto la sua prima proiezione il 12 agosto 1912 al cinema Fenix di Stoccolma; per l'occasione la musica è stata curata e diretta da Axel Broberg. Il 26 agosto dello stesso anno il film è uscito nelle sale cinematografiche danesi.
Per la distribuzione negli Stati Uniti, dove il film è uscito il 20 dicembre 1912, le sequenze finali sono state sostituite da un lieto fine.

## Accoglienza
La stampa svedese coeva è stata piuttosto parca di commenti al film, preferendo concentrarsi sul cinema Fenix, di nuova costruzione: il trafiletto dello Svenska Dagbladet dedica 28 righe al cinema e al suo nuovo direttore musicale, e una sola al film.
L'Aftontidningen di Stoccolma, a firma William, dopo l'uscita del film, riferisce: "Dödsritten under cirkuskupolen, realizzato interamente da personale svedese, ha un buon contenuto, emozionante, con diverse variegate scene."
La stampa, in Danimarca, dove il film è uscito due settimane dopo la prima svedese, si è dimostrata più attenta. Il quotidiano Politiken di Copenaghen del 27 agosto 1912 dedica una lunga positiva recensione al film, scrivendo tra l'altro: "Con non minore interesse si fanno vedere le scene meno movimentate del film. L'attrice svedese che interpreta la cavallerizza non solo è bella, ma è dotata di un viso espressivo e recita con sentimento. La piccola scena d'amore è particolarmente accattivante."

## Influenza culturale
Il film del 1993 Minns Ni?, di Leif Furhammar, è costituito interamente da una serie di spezzoni di ben 170 film svedesi, dalle origini in poi, e contiene frammenti di Dödsritten under cirkuskupolen.
Una scena di Dödsritten under cirkuskupolen è introdotta anche nel documentario Art's Promised Land, seconda puntata della miniserie TV Cinema Europe: The Other Hollywood, trasmessa dalla BBC nel 1995.